# ルイス・オルテガ (映画監督)
ルイス・オルテガ（Luis Ortega、ブエノスアイレス出身、1980年7月12日 - ）は、アルゼンチンの映画監督、脚本家。

## 経歴
2002年、19歳での初監督作品『Caja negra』が国内外で評価され、一躍注目される。インディペンデント映画をいくつか撮った後、2015年にドラマ・シリーズ『エル・クラン ある家族の秘密 History of a Clan』の脚本と監督、テーマ音楽「Fantasma Ejemplar」を手がけた。
2018年公開の監督作品『永遠に僕のもの』は、140万枚のチケットを売り上げ、アルゼンチン映画史上最高の興行収入を記録。カンヌ国際映画祭では第71回ある視点部門に選出され、アカデミー賞外国語映画賞のアルゼンチン代表作品にも選ばれた。
2021年、Netflixの人気ドラマ『ナルコス:メキシコ編』の二話を監督。
2024年、第81回ヴェネチア国際映画祭のコンペティション部門で『キル・ザ・ジョッキー El Jockey』をプレミア上映し、アカデミー賞長編部門アルゼンチン代表に選出された。

## 特徴
俳優によるダンスのシーンや、既存の音楽の多用が特徴的。父親であるアルゼンチンの国民的歌手、Palito Ortegaの音源も印象的に用いられる。

## 主なフィルモグラフィー
長編映画
- Caja negra (2002): 監督、脚本、撮影
- Monoblock (2005): 監督、脚本
- Dromómanos (2012): 監督、脚本
- Lulú (2016): 監督、制作、脚本
- 永遠に僕のもの (2018): 監督、脚本（2019年、日本劇場公開。2020年、Blu-ray、DVD発売）
- キル・ザ・ジョッキー　El Jockey (2024): 監督、脚本（2024年、第37回東京国際映画祭にて上映）

テレビドラマ
- エル・クラン ある家族の秘密 History of a Clan(2015): 監督、脚本
- El marginal (2016-2022): 監督、脚本
- ナルコス:メキシコ編 S3E7-8 (2021)：監督

## 主な受賞など
- 2005年　サンセバスティアン国際映画祭 オリゾンテス・特別賞受賞　Monoblock
- 2018年　カンヌ国際映画祭　第71回ある視点部門に選出　永遠に僕のもの
- 2019年　第91回アカデミー賞外国語映画賞 アルゼンチン代表に選出　永遠に僕のもの
- 2024年　サンセバスティアン国際映画祭　オリゾンテス・ラテン映画賞受賞　El Jockey